# Travis Manawa
Travis Manawa est un des personnages principaux de la série télévisée Fear the Walking Dead. Il est interprété par Cliff Curtis et doublé en version française par Bruno Magne.

## Biographie fictive

### Saison 1
Il est le père de Chris et l'ex mari de Liza, il est en couple avec Maddison.
Dans l'épisode 1 il répare le robinet de la cuisine, ensuite après avoir reçu un appel de l'hôpital il reste avec Nick qui lui explique ce qu'il a vu à l'église. A première vue ce que raconte Nick paraît impossible, il se rend donc à l'église des junkies et tombe sur une mare de sang.
À la fin de l'épisode, Nick appelle Travis pour lui dire qu'il a tué Calvin, Travis arrive alors avec Madison, mais le corps de Calvin (tué par Nick) a disparu. Au moment de repartir, ils voient Calvin dans le tunnel. Madison et lui descendent de la voiture. Travis sauve Madison qui échappe à une morsure.
Tout commence et ils se demandent ce qui est en train d'arriver.
Dans l'épisode 2 il part chercher son fils Chris avec son ex femme Liza ils trouvent refuge chez les Salazar pendant que des émeutes envahissent la ville.
Dans l'épisode 3, Travis accompagné de son ex-famille et les Salazar fuient les émeutes et rejoignent la maison de Madison. Daniel Salazar sauve Travis en abattant un voisin transformé. L'armée arrive le matin suivant, barricadant le quartier et empêchant Travis et son groupe de partir.
Dans l'épisode 4, Travis coopère avec le Lt. Moyers, ce qui ne plaît pas à Madison. Mais il pose de plus en plus de questions sur les agissements de l'armée.
Dans l'épisode 5, il veut avoir des nouvelles de son ex-femme et de Nick et part avec une escouade. Quand le Lt. Moyers lui propose de tuer un «marcheur», il ne peut s'exécuter, voyant Nick à sa place. Il rejoint ensuite la maison pour découvrir Daniel torturant le caporal Adams.
Dans l'épisode 6, Travis libère le caporal Adams malgré le désaccord de Daniel. Ils vont après, à l'assaut du centre de détention où sont Nick et Liza. De retour pour rechercher Chris et Alicia dans un sous-sol, Ofelia se fait tirer dessus par le caporal Adams, Travis va alors se déchaîner sur lui. Quand tout le groupe se rend chez Strand, Liza apprend à Madison qu'elle a été mordue par un «marcheur», Travis qui est témoin de la scène est obligé de l'abattre pour éviter que Liza se transforme.